# Ignacio Hierro
Ignacio Hierro González (né le 22 juin 1978 à Mexico au Mexique) est un joueur de football international mexicain, qui évoluait au poste de défenseur.

## Biographie

### Carrière en sélection
Avec l'équipe du Mexique, il joue 12 matchs (pour aucun but inscrit) entre 1999 et 2002. 
Il figure dans le groupe des sélectionnés lors des Gold Cup de 2000 et de 2002. Il participe également à la Copa América de 2001. Son équipe atteint la finale de la Copa América en se faisant battre par la Colombie.
Il joue enfin la Coupe du monde des moins de 20 ans 1997 organisée en Malaisie.

## Palmarès
| Monterrey - Championnat du Mexique (1) : - Champion : 2003 (Clausura). |  | Mexique - Copa América : - Finaliste : 2001. |